# Gabriele Goettle
Gabriele Goettle (* 31. Mai 1946 in Aschaffenburg) ist eine deutsche Journalistin und Schriftstellerin, die für ihre Reportagen bekannt ist.

## Leben und Werk
Gabriele Goettle wuchs in Karlsruhe auf. Sie studierte Bildhauerei, Literaturwissenschaft, Religionswissenschaft und Kunstgeschichte in Berlin. Nachdem sie 1976 Mitbegründerin der Berliner anarchistischen Zeitschrift Die Schwarze Botin war, liefert sie seit den 1980er Jahren Reportagen über den Alltag in der Bundesrepublik Deutschland wie etwa für die Zeit, vorwiegend jedoch für die taz unter dem monatlichen Ressorttitel Freibank. Seit 1991 erscheinen unregelmäßig gesammelte Reportagen in Buchform. Gemeinsam mit Brigitte Classen gab Goettle Die Schwarze Botin bis 1980 auch heraus.
Die Monologe, die in Goettles Beiträgen zu lesen sind, bezeichnet Ina Hartwig als ein Pastiche des Gesagten, literarisierte Oral History. Ihr Aufnahmegerät nutze Goettle inzwischen (1998) nur noch, um sich eine spezifische Art zu sprechen zuhause nochmals anhören zu können und zu üben. Dann schreibe sie das, was sie aus dem jeweiligen Gespräch erinnert, in ihren eigenen Worten auf.
Daraus ergibt sich eine „originelle literarische Form“, die laut Joachim Günther „allenfalls […] Studs Terkel in den USA vergleichbar“ sei. „Ihre Kunst ist, sich Einzelschicksale erzählen zu lassen, dem Individuum Stimme zu geben und eben damit das Allgemeine, die Physiognomie deutscher Verhältnisse, fasslich zu machen.“
Arno Widmann bezeichnete die Gesamtheit der einzelnen Texte Goettles als „eine einzige riesige vielstimmige Komposition“, in der „der Sound der Bundesrepublik“ erklingt. Er fasste zusammen: „Seit dreißig Jahren porträtiert sie Menschen, zeigt uns, dass es nichts Uninteressantes gibt, dass, wer für das System, in dem wir leben, irrelevant ist, in einem anderen systemrelevant sein könnte. Für diese Einsicht danke ich ihr.“
Goettle ist Mitglied des PEN-Zentrums Deutschland. 1994 vertonte Heinz Rudolf Kunze eine Geschichte aus ihrem Buch Deutsche Sitten zu dem Lied Goethes Banjo (enthalten auf dem Album Kunze Macht Musik).

## Rezeption und Auszeichnungen
1995 erhielt Gabriele Goettle den Ben-Witter-Preis, 1999 den Schubart-Literaturpreis der Stadt Aalen. 2002 überließ ihr Hans Magnus Enzensberger das Preisgeld für den ihm verliehenen Ludwig-Börne-Preis. 2012 widmete Lutz Mühlfriedel ihr und ihren Reisen in einen unbekannten Alltag eine komplette Sendung im Rahmen von Re-PopSunday bei Radio Jena. Frank Schirrmacher feierte Goettle als „eine der wichtigsten literarischen Stimmen unserer Zeit“. 2015 verlieh ihr die Deutsche Akademie für Sprache und Dichtung für ihre „Berichte von Frauen und Männern aus allen Bereichen der Gesellschaft, deren Berufe und Berufungen, Leiden und Leidenschaften die Autorin mit großem Gespür für die Probleme unserer Zeit, mit scharfer Präzision und Menschenfreundlichkeit zur Sprache bringt“ den Johann-Heinrich-Merck-Preis für literarische Kritik und Essay. Das Preisgeld von 20.000 Euro nahm sie nicht an, weil es vom Pharmaunternehmen Merck gestiftet wird. Stattdessen leitete sie das Geld an eine pharmakritische Initiative weiter.
Im gleichen Jahr erhielt sie den Roswitha-Preis 2015 der Stadt Bad Gandersheim.

## Werke (Auswahl)
- Schleim oder Nichtschleim, das ist hier die Frage. In: Die Schwarze Botin. 1, 1976, S. 4–5. Neu abgedruckt in: Ilse Lenz: Die Neue Frauenbewegung in Deutschland. Abschied vom kleinen Unterschied. Eine Quellensammlung. 2. Auflage. VS Verlag für Sozialwissenschaften, Wiesbaden 2010, ISBN 978-3-531-17436-5, S. 114–116.
- Die Normalität der Gewalt. In: Die alte Straßenverkehrsordnung. Dokumente der RAF. Mit Beiträgen von Wolfgang Pohrt, Klaus Hartung, Gabriele Goettle, Joachim Bruhn, Karl Heinz Roth, Klaus Bittermann. Edition Tiamat, Berlin 1986, 1. Auflage, ISBN 3-923118-06-6, S. 141–156.
- Deutsche Sitten. Erkundungen in Ost und West (= Die Andere Bibliothek. 78). Eichborn, Frankfurt 1991, ISBN 3-8218-4078-1; Fischer-Taschenbuch-Verlag, Frankfurt 1993, ISBN 3-596-11790-9.
- Freibank. Kultur minderer Güte amtlich geprüft. Edition Tiamat, Berlin 1991, ISBN 3-923118-72-4; Fischer-Taschenbuch-Verlag, Frankfurt 1995, ISBN 3-596-12006-3.
- Deutsche Bräuche. Ermittlungen in Ost und West (= Die Andere Bibliothek. 111). Eichborn, Frankfurt 1994, ISBN 3-8218-4996-7; Fischer-Taschenbuch-Verlag, Frankfurt 1996, ISBN 3-596-12894-3.
- Deutsche Spuren. Erkenntnisse aus Ost und West (= Die Andere Bibliothek. 152). Eichborn, Frankfurt 1997, ISBN 3-8218-4996-7.
- Die Ärmsten! Wahre Geschichten aus dem arbeitslosen Leben (= Die Andere Bibliothek. 191). Eichborn, Frankfurt 2000, ISBN 3-8218-4191-5.
- Experten (= Die Andere Bibliothek. 236). Eichborn, Frankfurt 2004, ISBN 3-8218-4546-5.
- Das ewige Lamm. Aus dem Leben eines Ziegenhirten. In: Johannes Ullmaier (Hrsg.): Schicht! Arbeitsreportagen für die Endzeit. Suhrkamp, Frankfurt 2007, ISBN 978-3-518-12508-3, S. 189–211.
- Wer ist Dorothea Ridder? Rekonstruktion einer beschädigten Erinnerung. Edition Tiamat, Berlin 2009, ISBN 978-3-89320-135-8.
- Der Augenblick. Reisen durch den unbekannten Alltag. Kunstmann, München 2012, ISBN 978-3-88897-781-7.[9]
- Haupt- und Nebenwirkungen: zur Katastrophe des Gesundheits- und Sozialsystems. Kunstmann, München 2014, ISBN 978-3-88897-935-4.